# Carpinus omeiensis
Carpinus omeiensis — вид квіткових рослин з родини березових. Поширення: Китай (Сичуань, Хубей, Гуйчжоу).

## Біоморфологічна характеристика
Це дерево до 7 метрів заввишки; кора сіра. Гілочки темно-коричневі, ± голі. Ніжка листка 5–8 мм, густо світло-жовто ворсинчаста. Листкова пластинка еліптична або овально-еліптична, 6–8 × 2.5–3.5 см, знизу притиснуто ворсинчаста та бородчаста в пазухах бічних жилок, зверху гола, основа округла або широко клинувата, край просто щетинкоподібно-пилчастий, верхівка загострена або хвостато-загострена; бічних жилок 12–16 з кожного боку від середньої жилки. Жіноче суцвіття 6–8 × 1.5–2 см. Горішок широкояйцеподібний, ≈ 4 × 3 мм, густо запушений, ворсинчастий на верхівці, помітно ребристий. Цвітіння: травень і червень, плодіння: липень і серпень.

## Середовище
Населяє широколистяні ліси; на висотах 1000–1900 метрів